# Minisyncoccota
Phylum
Les Minisyncoccota sont un phylum du règne des Bacillati au sein du domaine Bacteria. Ce phylum est monotypique jusqu'au genre Minisyncoccus, qui est donc aussi son genre type.
Selon la LPSN (7 mai 2025) ce phylum ne contient qu'une seule classe, les Minisyncoccia Nakajima et al. 2025.

## Taxonomie
Ce phylum est proposé en 2025 pour recevoir l'espèce Minisyncoccus archaeophilus, isolée en co-culture avec l'archée hôte Methanospirillum hungatei dans un bioréacteur de laboratoire destiné au traitement des eaux usées d'une usine de téréphtalate.